# 库勒梅勒
库勒梅勒（法語：Coullemelle，法語發音：[kulmɛl]）是法国上法蘭西大區索姆省的一个市镇，属于蒙迪迪耶区。

## 地理
库勒梅勒（49°40'5"N, 2°25'23"E）面积9.32 平方千米，位于法国上法蘭西大區索姆省，该省份为法国北部沿海省份，北起加来海峡省和北部省，西接滨海塞纳省和大西洋英吉利海峡，南至瓦兹省，东临埃纳省。
与库勒梅勒接壤的市镇（或旧市镇、城区）包括：罗康库尔、埃斯克兰维莱尔、格里韦讷、基里勒塞克、维莱图尔内勒。
库勒梅勒的时区为UTC+01:00、UTC+02:00（夏令时）。

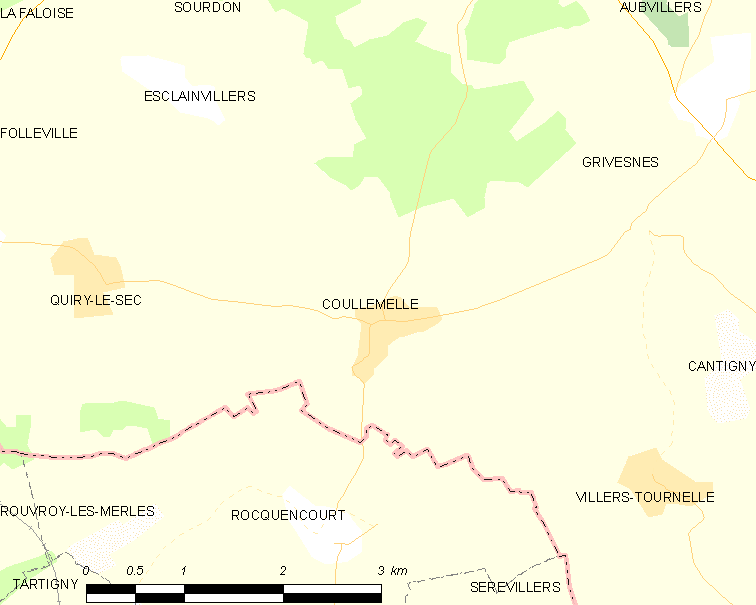
库勒梅勒的OSM定位图

## 行政
库勒梅勒的邮政编码为80250，INSEE市镇编码为80214。

## 政治
库勒梅勒所属的省级选区为努瓦河畔阿伊县。

## 人口

1962-2008年间库勒梅勒人口变化图示

库勒梅勒于2022年1月1日时的人口数量为309人。